# Superliga de Eslovaquia 2010-11
La temporada 2010-11 de la Corgoň Liga fue la 18.ª edición de la Superliga eslovaca de fútbol. Comenzó a disputarse en julio de 2010 y terminó a mediados de 2011. El Slovan Bratislava ganó su sexto campeonato.

## Equipos
El MFK Petržalka descendió luego de terminar en la 12.ª y última posición en la pasada temporada. Por lo tanto, fue reemplazado por el campeón de la Primera Liga, el FC ViOn Zlaté Moravce.
| Equipo                | Ciudad          | Estadio                      | Capacidad |
| --------------------- | --------------- | ---------------------------- | --------- |
| DAC 1904              | Dunajská Streda | DAC Štadión                  | 16.410    |
| MFK Dubnica           | Dubnica         | Štadión Zimný                | 5.450     |
| Dukla Banská Bystrica | Banská Bystrica | Štadión SNP                  | 10.000    |
| MFK Košice            | Košice          | Štadión Lokomotívy v Čermeli | 9.600     |
| FC Nitra              | Nitra           | Štadión pod Zoborom          | 11.384    |
| MFK Ružomberok        | Ružomberok      | Štadión MFK Ružomberok       | 4.817     |
| FK Senica             | Senica          | Štadión FK Senica            | 4.600     |
| Slovan Bratislava     | Bratislava      | Štadión Pasienky             | 12.000    |
| Spartak Trnava        | Trnava          | Štadión Antona Malatinského  | 18.448    |
| 1. FC Tatran Prešov   | Prešov          | Tatran Štadión               | 14.000    |
| FC ViOn Zlaté Moravce | Zlaté Moravce   | Štadión FC ViOn              | 4.000     |
| MŠK Žilina            | Žilina          | Štadión pod Dubňom           | 13.000    |

### Información de equipos
| Equipo                   | Entrenador        | Capitán         | Marca  | Patrocinador de camiseta                |
| ------------------------ | ----------------- | --------------- | ------ | --------------------------------------- |
| DAC 1904 Dunajská Streda | Mikuláš Radványi  | Jaroslav Hílek  | Adidas | Regin                                   |
| MFK Dubnica              | Peter Gergely     | Pavel Kováč     | Joma   |                                         |
| FK Dukla Banská Bystrica | Karol Marko       | Viktor Pečovský | Adidas | Dôvera                                  |
| MFK Košice               | Žarko Djurović    | Peter Šinglár   | Umbro  | Steel Trans                             |
| FC Nitra                 | Ivan Galád        | Róbert Rák      | Jako   | Bonul Security, El Comp, Špeciál Izotex |
| MFK Ružomberok           | Ladislav Jurkemik | Tomáš Ďubek     | Umbro  | Maestro                                 |
| FK Senica                | Stanislav Griga   | Ján Gajdošík    | Hummel | 101 Drogerie                            |
| ŠK Slovan Bratislava     | Jozef Jankech     | Radek Dosoudil  | Adidas | Grafobal                                |
| FC Spartak Trnava        | Dušan Radolský    | Martin Raška    | Givova | Danube Wings                            |
| 1. FC Tatran Prešov      | Roman Pivarník    | David Čep       | Adidas |                                         |
| FC ViOn Zlaté Moravce    | Juraj Jarábek     | Peter Kuračka   | Legea  | ViOn                                    |
| MŠK Žilina               | Pavel Hapal       | Róbert Jež      | Nike   | Lambi                                   |

### Cambios de entrenadores
| Equipo                | Entrenador saliente | Motivo        | Fecha de salida          | Posición en la tabla | Reemplazado por   | Fecha de nombramiento    |
| --------------------- | ------------------- | ------------- | ------------------------ | -------------------- | ----------------- | ------------------------ |
| Tatran Prešov         | Roman Pivarník      | Despedido     | 22 de agosto de 2010     | Pretemporada         | Ladislav Pecko    | 23 de agosto de 2010     |
| MFK Košice            | Žarko Djurović      | Mutuo acuerdo | 28 de septiembre de 2010 | Pretemporada         | Štefan Tarkovič   | 28 de septiembre de 2010 |
| MFK Ružomberok        | Ladislav Jurkemik   | Mutuo acuerdo | 10 de octubre de 2010    | Pretemporada         | Goran Milojević   | 11 de octubre de 2010    |
| Slovan Bratislava     | Jozef Jankech       | Mutuo acuerdo | 13 de octubre de 2010    | Pretemporada         | Karel Jarolím     | 13 de octubre de 2010    |
| Dukla Banská Bystrica | Karol Marko         | Mutuo acuerdo | 30 de octubre de 2010    | Pretemporada         | Štefan Zaťko      | 8 de noviembre de 2010   |
| FC Nitra              | Ivan Galád          | Despedido     | 24 de noviembre de 2010  | Pretemporada         | Ivan Vrabec       | 21 de diciembre de 2010  |
| FC Nitra              | Ivan Vrabec         | Despedido     | 13 de marzo de 2011      | Pretemporada         | Cyril Stachura    | 14 de marzo de 2011      |
| Spartak Trnava        | Dušan Radolský      | Despedido     | 19 de marzo de 2011      | Pretemporada         | Peter Zelenský    | 22 de marzo de 2011      |
| MFK Ružomberok        | Goran Milojević     | Mutuo acuerdo | 25 de marzo de 2011      | Pretemporada         | Ladislav Jurkemik | 25 de marzo de 2011      |

## Tabla de posiciones
| Pos | Equipo                | PJ | PG | PE | PP | GF | GC | Dif | Pts |
| --- | --------------------- | -- | -- | -- | -- | -- | -- | --- | --- |
| 1º  | Slovan Bratislava     | 33 | 20 | 8  | 5  | 63 | 22 | +41 | 68  |
| 2º  | FK Senica             | 33 | 18 | 7  | 8  | 54 | 30 | +24 | 61  |
| 3º  | MŠK Žilina            | 33 | 14 | 12 | 7  | 47 | 28 | +19 | 54  |
| 4º  | Spartak Trnava        | 33 | 13 | 10 | 10 | 40 | 30 | +10 | 49  |
| 5º  | Dukla Banská Bystrica | 33 | 13 | 9  | 11 | 39 | 32 | +7  | 48  |
| 6º  | FC ViOn Zlaté Moravce | 33 | 12 | 10 | 11 | 35 | 31 | +4  | 46  |
| 7º  | MFK Ružomberok        | 33 | 10 | 11 | 12 | 23 | 33 | -10 | 41  |
| 8º  | FC Nitra              | 33 | 10 | 6  | 13 | 22 | 41 | -19 | 40  |
| 9º  | DAC 1904              | 33 | 9  | 9  | 15 | 24 | 39 | -15 | 36  |
| 10º | MFK Košice            | 33 | 8  | 9  | 16 | 28 | 44 | -16 | 33  |
| 11º | 1. FC Tatran Prešov   | 33 | 9  | 6  | 18 | 30 | 49 | -19 | 33  |
| 12º | MFK Dubnica           | 33 | 7  | 10 | 16 | 23 | 47 | -24 | 31  |

PJ = Partidos jugados; PG = Partidos ganados; PE = Partidos empatados; PP = Partidos perdidos; GF = Goles a favor; GC = Goles en contra; Dif = Diferencia de gol; Pts = Puntos
|  | Clasificado a la Segunda ronda previa de la Liga de Campeones de la UEFA 2011-12 |
|  | Clasificado a la Tercera ronda previa de la Liga Europa de la UEFA 2011-12       |
|  | Clasificado a la Segunda ronda previa de la Liga Europa de la UEFA 2011-12       |
|  | Clasificado a la Primera ronda previa de la Liga Europa de la UEFA 2011-12       |
|  | Descendido a la 1. liga                                                          |

## Goleadores
| Pos. | Nac.                       | Jugador        | Equipo               | Goles |
| ---- | -------------------------- | -------------- | -------------------- | ----- |
| 1°   | Bandera de Eslovaquia      | Filip Šebo     | ŠK Slovan Bratislava | 22    |
| 2°   | Bandera de República Checa | Ondřej Smetana | FK Senica            | 18    |
| 3°   | Bandera de Eslovaquia      | Tomáš Majtán   | MŠK Žilina           | 11    |
| 4°   | Bandera de Eslovaquia      | Jaroslav Diviš | FK Senica            | 10    |
|      | Bandera de Eslovaquia      | Tomáš Oravec   | MŠK Žilina           | 10    |